# Carlotta Imping
Carlotta Imping (Keulen, 10 december 2003) is een voetbalspeelster uit Duitsland. Ze speelt als verdediger voor 1. FC Köln in de Bundesliga.

## Clubcarrière
Imping begon met voetballen in haar geboortestad Keulen bij SC West Köln. Op elfjarige leeftijd stapte ze over naar de D-jeugd van 1. FC Köln. In de West/Zuidwest-divisie van de B-Junioren Bundesliga kwam Imping 27 keer in actie, waarin ze tweemaal tot scoren kwam. Voorafgaande aan het seizoen 2020/21 werd ze gepromoveerd naar het tweede elftal van 1. FC Köln, waarvoor ze in 61 competitiewedstrijden vier doelpunten maakte. Imping debuteerde op 20 september 2020 in het tweede elftal van 1. FC Köln in een 2-2 gelijkspel tegen SG Essen-Schönebeck door in de 76ste minuut in te vallen. In het daaropvolgende seizoen werd Imping een vaste waarde in de defensie van 1. FC Köln II. Op 7 november 2021 maakte Imping haar eerste twee doelpunten voor het tweede elftal van 1. FC Köln in een 5-0 thuisoverwinning op Alemannia Aachen. Door in het seizoen 2021/22 kampioen te zijn geworden van de Regionalliga West, kwam Imping in het seizoen 2022/23 met 1. FC Köln II uit in de Tweede Bundesliga. In deze competitie kwam ze 26 keer in actie en maakte ze twee doelpunten. 
In juli 2023 tekende Imping haar eerste profcontract in Keulen en werd ze definitie overgeheveld naar het eerste elftal van 1. FC Köln. Op 9 september 2023 maakte ze haar debuut voor de club in de DFB Pokal. In een 10-0 overwinning op SFC Stern 1900 mocht Imping in de 73ste minuut invallen voor Anna Gerhardt. Bijna twee maanden later maakte Imping haar debuut in de Bundesliga in een wedstrijd tegen 1. FC Nürnberg door in de basis te starten.

## Statistieken
| Seizoen | Club          | Land      | Competitie        | Wedstrijden | Doelpunten |
| ------- | ------------- | --------- | ----------------- | ----------- | ---------- |
| 2022/23 | 1. FC Köln II | Duitsland | Tweede Bundesliga | 26          | 2          |
| 2023/24 | 1. FC Köln    | Duitsland | Bundesliga        | 10          | 0          |
| 2024/25 | 1. FC Köln    | Duitsland | Bundesliga        | 9           | 0          |
| Totaal  | Totaal        | Totaal    | Totaal            | 45          | 2          |

Laatste update: 24 maart 2025